# پول تیر
پول تیر یک هزینهٔ مالی است که از خانوادهٔ فرد اعدام‌شده دریافت می‌شود. طبق مدارک موجود، پول تیر در دو نظام پادشاهی پهلوی و جمهوری اسلامی ایران، پادشاهی یوگسلاوی، و همچنین در جمهوری خلق چین و آلمان نازی از خانواده‌های زندانیان اعدام‌شده دریافت شده است.